# ارکان یازگان
ارکان یازگان (ترکی استانبولی: Ercan Yazgan; ۴ آوریل ۱۹۴۶ – ۸ مارس ۲۰۱۸) هنرپیشه، و کمدین اهل ترکیه بود.
اوبه عنوان یکی از کمدین‌های بزرگ ترکیه شناخته می‌شود.